# Douglas C-133 Cargomaster
El Douglas C-133 Cargomaster fue un avión de carga construido entre 1956 y 1961 por la Douglas Aircraft Company, para ser usado por la Fuerza Aérea de los Estados Unidos. El C-133 fue el único avión de carga estratégico propulsado por motores turbohélice de la USAF, entrando en servicio poco después del Lockheed C-130 Hercules, que fue conocido como un avión de carga táctico. Proporcionó servicios de carga en una amplia gama de aplicaciones, siendo reemplazado por el C-5 Galaxy a principios de los años 70.

## Diseño y desarrollo

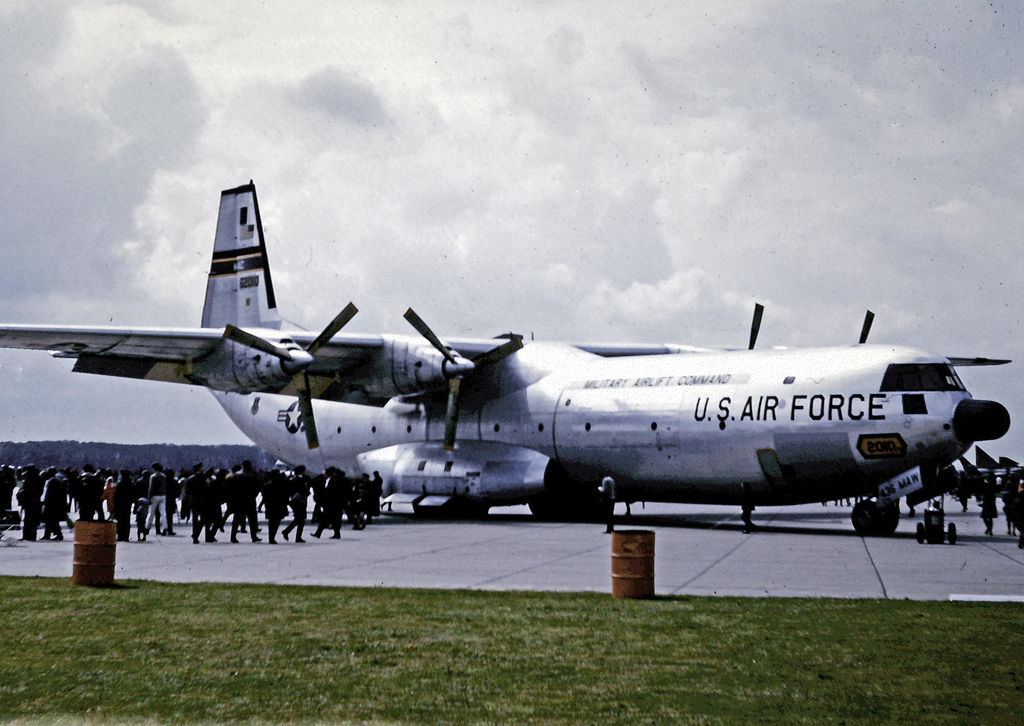
C-133A del 436 MAW Military Airlift Command en RAF Lakenheath, Inglaterra, en 1969.

El C-133 fue diseñado para cumplir con los requerimientos del Logistic Carrier Support System SS402L de la USAF, para un nuevo transporte estratégico. El avión difería considerablemente de los C-74 Globemaster y C-124 Globemaster II que le habían precedido. Un ala alta, carenados de burbuja externos a cada lado para el tren de aterrizaje, y las puertas de carga trasera y lateral aseguraban que tanto el acceso como el volumen del gran compartimiento de carga no se viesen comprometidos por estas estructuras. El compartimiento de carga (27 m de largo y 3,7 m de alto) estaba presurizado, tenía calefacción, y estaba ventilado.
Los Cargomaster entraron directamente en producción como C-133A; no se construyó ningún prototipo. El primer Cargomaster voló el 23 de abril de 1956. Los primeros C-133A fueron entregados al Military Air Transport Service (MATS) en agosto de 1957, y empezaron a volar rutas aéreas del mismo alrededor del mundo. Dos C-133 establecieron plusmarcas de velocidad trasatlántica para aviones de transporte en sus primeros vuelos a Europa. La flota de 50 aviones se demostró inestimable durante la Guerra de Vietnam. Los Cargomaster continuaron a pesar de todo hasta que el Lockheed C-5 Galaxy entró en servicio a principios de los 70. El C-133 fue entonces retirado y la mayoría de los aviones fueron desguazados tan pronto eran entregados en la Davis-Monthan Air Force Base, Tucson, Arizona, en sus vuelos finales en 1971.
Cincuenta aviones (35 C-133A y 15 C-133B) fueron construidos y puestos en servicio con la USAF. Un C-133A y un C-133B de los construidos se quedaron en la factoría Douglas Long Beach como «artículos de prueba». No tenían número de construcción o números de cola de la USAF.
El C-133 tenía grandes puertas de cola y laterales, y una gran y despejada área de carga. Con el C-133B, las puertas traseras de carga fueron modificadas para abrir lateralmente (puertas de pétalo), haciendo que el hueco fuera lo suficientemente grande como para transportar misiles balísticos, como el Atlas, Titan y Minuteman, de forma más barata, segura y rápida, que el transporte por carretera. Varios cientos de Minuteman y otros ICBM fueron transportados por aire hacia y desde sus bases operacionales por los C-133. El C-133 también transportó cohetes Atlas, Saturn y Titan, a Cabo Cañaveral para su uso como lanzadores en los programas espaciales Gemini, Mercury y Apollo. Después de que las cápsulas Apollo descendieran en el mar, eran transportadas por aire, en C-133, desde la Naval Station Norfolk, Virginia o la Base Hickam, Hawái, a la Base Ellington, Texas, o a California.

## Historia operacional

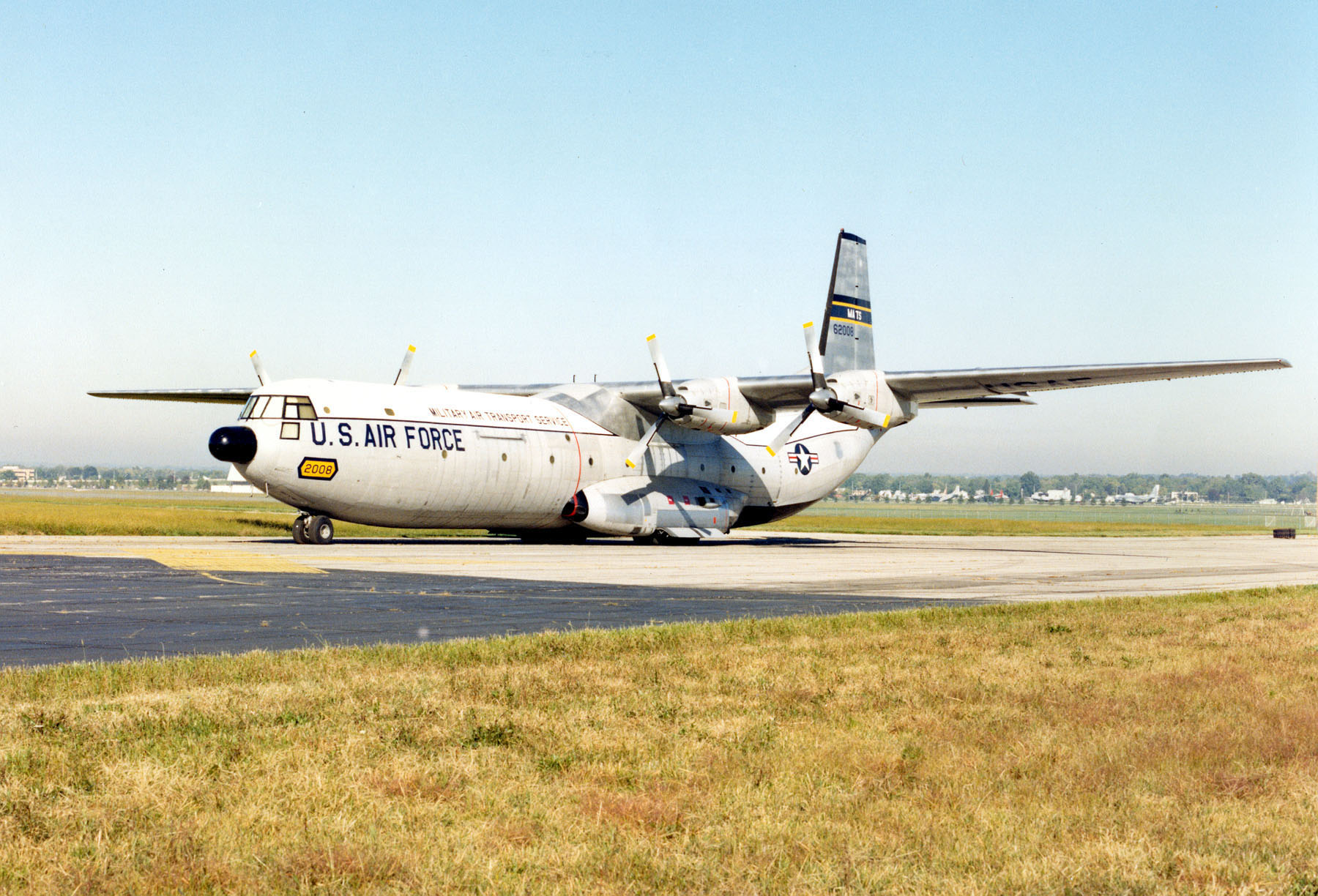
C-133A preservado.

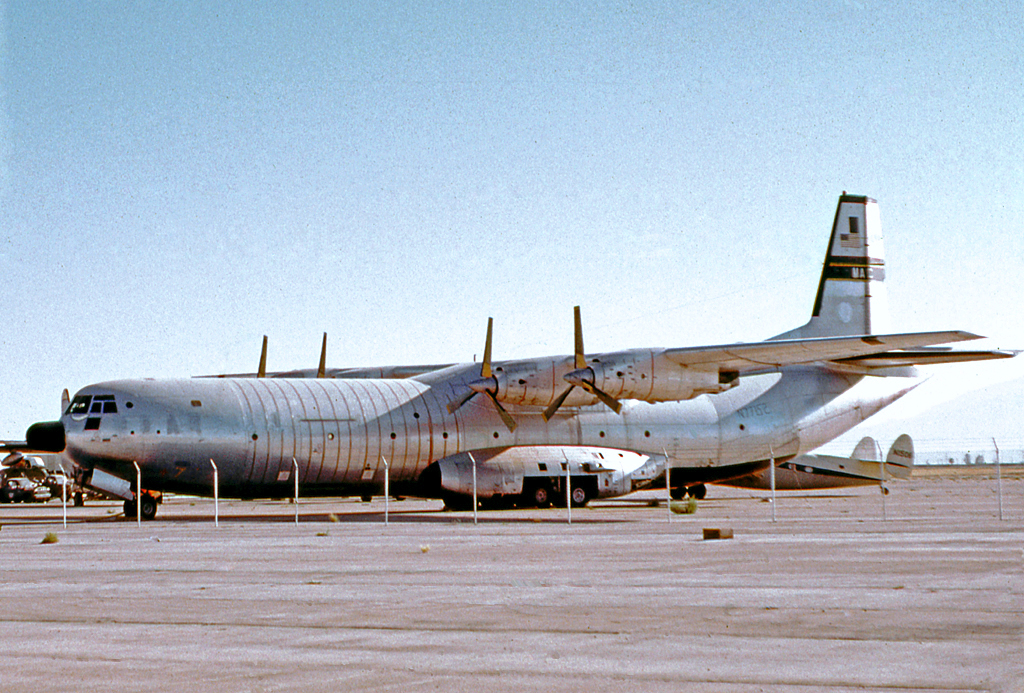
C-133B Cargomaster N77152 de la Foundation for Airborne Relief en el Aeropuerto de Tucson, Arizona, en 1973, todavía llevando los colores del MAC.

El C-133 fue por muchos años el único avión de la USAF capaz de transportar cargas muy grandes o muy pesadas. A pesar de las capacidades del Douglas C-124 Globemaster II, había muchas cargas que no podía llevar por culpa de su configuración, con una cubierta de carga a 4 m del suelo y su potencia motora menor, aunque sustancial. El C-133 continuó en servicio después de la formación del Mando de Transporte Aéreo Militar (Military Airlift Command) de la USAF el 1 de enero de 1966.
En 1971, poco antes de la introducción del Lockheed C-5 Galaxy, el Cargomaster estaba obsoleto, así como desgastado, y todos fueron retirados del servicio en dicho año. El C-133 tenía originalmente una vida útil de 10 000 horas, que había sido extendida a 19 000. Las vibraciones severas habían producido una crítica corrosión por fatiga de las estructuras, hasta el punto de que los aviones ya no eran operativos económicamente. La Fuerza Aérea se las arregló para mantener en servicio tantos C-133 de la flota como fuera posible hasta que el C-5 entró finalmente en servicio de escuadrón.
Los C-133 establecieron un número de plusmarcas no oficiales, incluyendo las de aviones de transporte militar en las rutas transatlántica y transpacífica. Entre los más largos estaban el vuelo ininterrumpido desde Tachikawa Airfield, Japón, a la Base Travis, California (17:20 horas el 22 de mayo de 1959, 8288 km, 478,3 km/h) y desde la Base Hickam, Hawái, a la Base Dover, Delaware, en alrededor de 16 horas (7805 km, 487,8 km/h). La única plusmarca oficialmente registrada por la FAI fue en diciembre de 1958, cuando el C-133A 62-008 llevó una carga de 53 480 kg a una altitud de 10 000 pies (3048 m) en la Base Dover, Delaware.
Tras su retirada de la USAF, los Cargomaster fueron operados por la Cargomaster Corporation en Alaska y por la Foundation for Airborne Relief basada en California.

## Variantes
C-133A
Versión inicial de producción. 35 construidos.
C-133B
Variante con puertas de carga traseras modificadas. 15 construidos.

## Operadores
Estados Unidos
- Fuerza Aérea de los Estados Unidos
  - Military Air Transport Service/Military Airlift Command
    - 1501st Air Transport Wing/60th Military Airlift Wing - Travis AFB, California
      - 1st Air Transport Squadron/Military Airlift Squadron, 1960-71

    - 1607th Air Transport Wing/436th Military Airlift Wing - Dover AFB, Delaware
      - 39th Air Transport Squadron/Military Airlift Squadron, 1957-71
      - 84th Air Transport Squadron/Military Airlift Squadron, 1957-71
- Cargomaster Corporation, Ted Stevens International Airport (ANC), Anchorage, Alaska.
- Foundation for Airborne Relief (1973).

## Accidentes e incidentes
De los 50 aviones construidos, nueve se perdieron en accidentes y uno fue destruido por un fuego en tierra. Las causas principales de la mayoría de las pérdidas en vuelo se relacionaban con las características de pérdida del C-133.
- AF Serial No. 54-0140, 1607 ATW: destruido el 10 de enero de 1965, estrellado en el mar después de despegar de Wake Island.
- AF Serial No. 54-0146, 1607 ATW: destruido el 13 de abril de 1958, estrellado a 42 km al sur de Dover AFB, Delaware.
- AF Serial No. 56-2002, 1607 ATW: destruido el 22 de septiembre de 1963, estrellado en el océano Atlántico cerca de la SHAD Intersection, al sureste de Dover AFB, Delaware; el avión aparentemente entró en pérdida cerca del final del ascenso a la altitud de crucero.
- AF Serial No. 56-2005, 1607 ATW: destruido el 13 de julio de 1963 por un fuego en tierra, durante el repostaje, Dover AFB, Delaware.
- AF Serial No. 56-2014, 1607 ATW: destruido el 7 de noviembre de 1964 en un accidente al despegar en CFB Goose Bay, Labrador; la causa más probable fue una pérdida de potencia al despegar, debido a hielo o posiblemente a la inestabilidad aerodinámica del avión.
- AF Serial No. 57-1611, 1607 ATW: destruido el 27 de mayo de 1962, estrellado en el mar cerca de la SHAD Intersection, al este de Dover AFB, Delaware.
- AF Serial No. 57-1614, 1501 ATW: destruido el 11 de junio de 1961, estrellado en el mar en la costa de Japón.
- AF Serial No. 59-0523, 1501 ATW: destruido el 10 de abril de 1963, estrellado mientras estaba en patrón de tráfico, Travis AFB, California.[5]
- AF Serial No. 59-0530, 60 MAW: destruido el 6 de febrero de 1970, desintegrado en vuelo sobre el suroeste de Nebraska, debido a la propagación catastrófica de una antigua grieta en el recubrimiento, de 28 cm, escondida bajo la pintura, hasta una longitud total de 5,2 m; grandes secciones de recubrimiento se despegaron hacia los motores y la aeronave se deshizo a 7010 m (23 000 pies).
- AF Serial No. 59-0534, 1501 ATW: destruido el 30 de abril de 1967, estrellado en la costa del este de Okinawa, Japón, después de que las hélices se atascaran en paso fijo debido a problemas eléctricos en el control de hélice o en los circuitos eléctricos de hélice.

## Aviones en exhibición

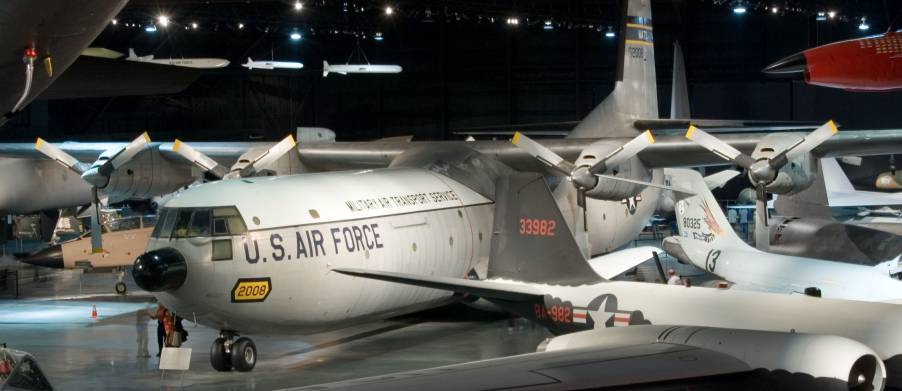
Douglas C-133A Cargomaster en el Museo Nacional de la Fuerza Aérea de los Estados Unidos.

- Los C-133A AF Ser. No. 56-2011 y 56-1998 volaron al Centro Técnico de la FAA en el Atlantic City International Airport en Atlantic City, Nueva Jersey. Allí, fueron utilizados en investigación de fuego en aviones. Uno permanece allí, mientras que el otro fue desguazado en 2003.
- El C-133A AF Ser. No. 56-2008 está preservado en el Museo Nacional de la Fuerza Aérea de Estados Unidos en la Base Wright-Patterson, cerca de Dayton (Ohio). El 16 de diciembre de 1958, esta aeronave estableció un registro mundial para aviones a hélice, por llevar una carga útil de 117 900 lb (53 479 kg) a una altitud de 10 000 pies (3048 m). Fue volado al Museo el 17 de marzo de 1971.[4]
- El C-133A AF Ser. No. 56-2009 está en el Octave Chanute Aerospace Museum (ex-Chanute Air Force Base) en Rantoul, Illinois.
- El C-133B AF Ser. No. 59-0527 está en la colección del Pima Air & Space Museum adyacente a la Base Davis–Montha en Tucson, Arizona.
- El C-133B AF Ser. No. 59-0536 está localizado en el Museo del Air Mobility Command en la Base Dover, Delaware. Esta aeronave había estado en el Strategic Air and Space Museum en la Base Offutt, Nebraska, durante muchos años y fue donada al Museo del AMC cuando el Museo del SAS se trasladó de su ubicación interior a la Base a finales de los 90, a su nueva ubicación justo fuera de la misma.
- El C-133B AF Ser. Núm. 59-0529 estaba en el New England Air Museum. Sin embargo, un tornado barrió a través del museo en 1979, dañando muchas aeronaves de la colección en exhibición exterior, incluyendo al C-133.
- Dos C-133A han estado almacenados en el Mojave Air and Space Port, California, desde los años 70; 35°03′56″N 118°08′32″O / 35.06556, -118.14222 Son el N201AR (ex-AF Ser. No. 56-2001) y el N136AR (ex- AF Ser. No. 54-0136). Son propiedad de la Cargomaster Corporation, basada en el Ted Stevens Anchorage International Airport, Alaska.
- Cargomaster Corporation también fue propietaria, anteriormente, del C-133A N199AB (ex-AF Ser. No. 56-1999). Aquel avión nunca fue certificado por la Administración de Aviación Federal para operaciones civiles, y solo podía ser volado como aeronave gubernamental, mayoritariamente para el Estado de Alaska. El N199AB estuvo basado en el ANC y voló como transporte hasta 2004, llevando carga, como secciones de oleoducto. También transportó camiones de basura y equipamiento pesado a las zonas remotas de Alaska, por ejemplo, Point Hope, Point Lay, Wainright, Barrow, Deadhorse, Barter Island, y Anatovich Pass en abril de 2006. En agosto de 2008, realizó su último vuelo al Jimmy Doolittle Air & Space Museum en la Base Travis, Fairfield, California,[6] donde será restaurado con los colores de la USAF y mantenido en exhibición estática.

## Especificaciones (C-133B)
Referencia datos: 

### Características generales
- Tripulación: Seis (dos pilotos, navegador, dos ingenieros de vuelo, jefe de carga).
- Carga: 50 000 kg
- Longitud: 48 m (157,5 ft)
- Envergadura: 54,8 m (179,8 ft)
- Altura: 14,7 m (48,2 ft)
- Superficie alar: 248,3 m² (2673,2 ft²)
- Peso vacío: 49 631 kg (109 386,7 lb)
- Peso cargado: 125 000 kg (275 500 lb)
- Peso máximo al despegue: 130 000 kg (286 520 lb)
- Planta motriz: 4× Turbohélice Pratt & Whitney T34-P-9W.
  - Potencia: cada uno.
- Cubierta de carga : 26,47 m

### Rendimiento
- Velocidad nunca excedida (Vne): 578 km/h (359 MPH; 312 kt)
- Velocidad crucero (Vc): 519 km/h (323 MPH; 280 kt)
- Alcance: 6590 km con 23 587 kg de carga útil
- Techo de vuelo: 9800 m (32 152 ft)

## Aeronaves relacionadas

### Desarrollos relacionados
- Douglas C-74 Globemaster
- Douglas C-132

### Aeronaves similares
- Boeing C-97 Stratofreighter
- Convair XC-99
- Douglas C-124 Globemaster II
- Lockheed C-5 Galaxy
- Lockheed L-1249 Super Constellation (R7V-2/YC-121F)
- Lockheed C-130 Hercules
- Lockheed C-141 Starlifter
- Short Belfast
- Blackburn Beverley
- Antonov An-22

### Secuencias de designación
- Secuencia C-_ (Aviones de Carga del USAAC/USAAF/USAF, 1924-1962): ← C-130/J - C-131 - C-132 - C-133 - C-134 - C-135/KC-135 - C-136 →